# Saison 2016 de l'équipe cycliste Euskadi Basque Country-Murias
La saison 2016 de l'équipe cycliste Euskadi Basque Country-Murias est la deuxième de cette équipe.

## Préparation de la saison 2016

### Arrivées et départs
| Arrivées              | Équipe 2015                            |
| --------------------- | -------------------------------------- |
| Alex Aranburu         | Café Baqué-Conservas Campos            |
| Aitor González Prieto | Ampo-Goierriko TB                      |
| Mikel Iturria         | Fundación Euskadi-EDP                  |
| Pello Olaberria       | Specialized-Fundación Alberto Contador |
| Gotzon Udondo         | Café Baqué-Conservas Campos            |

| Départs        | Équipe 2016 |
| -------------- | ----------- |
| Egoitz García  |             |
| Unai Intziarte | Aldro       |
| Haritz Orbe    |             |

## Coureurs et encadrement technique

### Effectif
| Cycliste              | Date de naissance | Nationalité | Équipe 2015                            |  |
| --------------------- | ----------------- | ----------- | -------------------------------------- |  |
| Alex Aranburu         | 19 septembre 1995 | Espagne     | Café Baqué-Conservas Campos            |  |
| Aritz Bagües          | 19 août 1989      | Espagne     | Murias Taldea                          |  |
| Ander Barrenetxea     | 29 mars 1992      | Espagne     | Murias Taldea                          |  |
| Mikel Bizkarra        | 21 août 1989      | Espagne     | Murias Taldea                          |  |
| Garikoitz Bravo       | 31 juillet 1989   | Espagne     | Murias Taldea                          |  |
| Imanol Estévez        | 11 janvier 1993   | Espagne     | Murias Taldea                          |  |
| Adrián González       | 13 septembre 1992 | Espagne     | Murias Taldea                          |  |
| Aitor González Prieto | 5 novembre 1990   | Espagne     | Ampo-Goierriko TB                      |  |
| Jon Ander Insausti    | 13 décembre 1992  | Espagne     | Murias Taldea                          |  |
| Mikel Iturria         | 16 mars 1992      | Espagne     | Fundación Euskadi-EDP                  |  |
| Eneko Lizarralde      | 23 octobre 1993   | Espagne     | Murias Taldea                          |  |
| Pello Olaberria       | 28 septembre 1994 | Espagne     | Specialized-Fundación Alberto Contador |  |
| Beñat Txoperena       | 28 décembre 1991  | Espagne     | Murias Taldea                          |  |
| Gotzon Udondo         | 1er décembre 1993 | Espagne     | Café Baqué-Conservas Campos            |  |
| Stagiaire             | Date de naissance | Nationalité | Équipe 2016                            |  |
| Julen Irizar          | 26 mars 1995      | Espagne     | Ampo-Goierriko TB                      |  |
| Óscar Rodríguez       | 6 mai 1995        | Espagne     | Lizarte                                |  |

Portraits
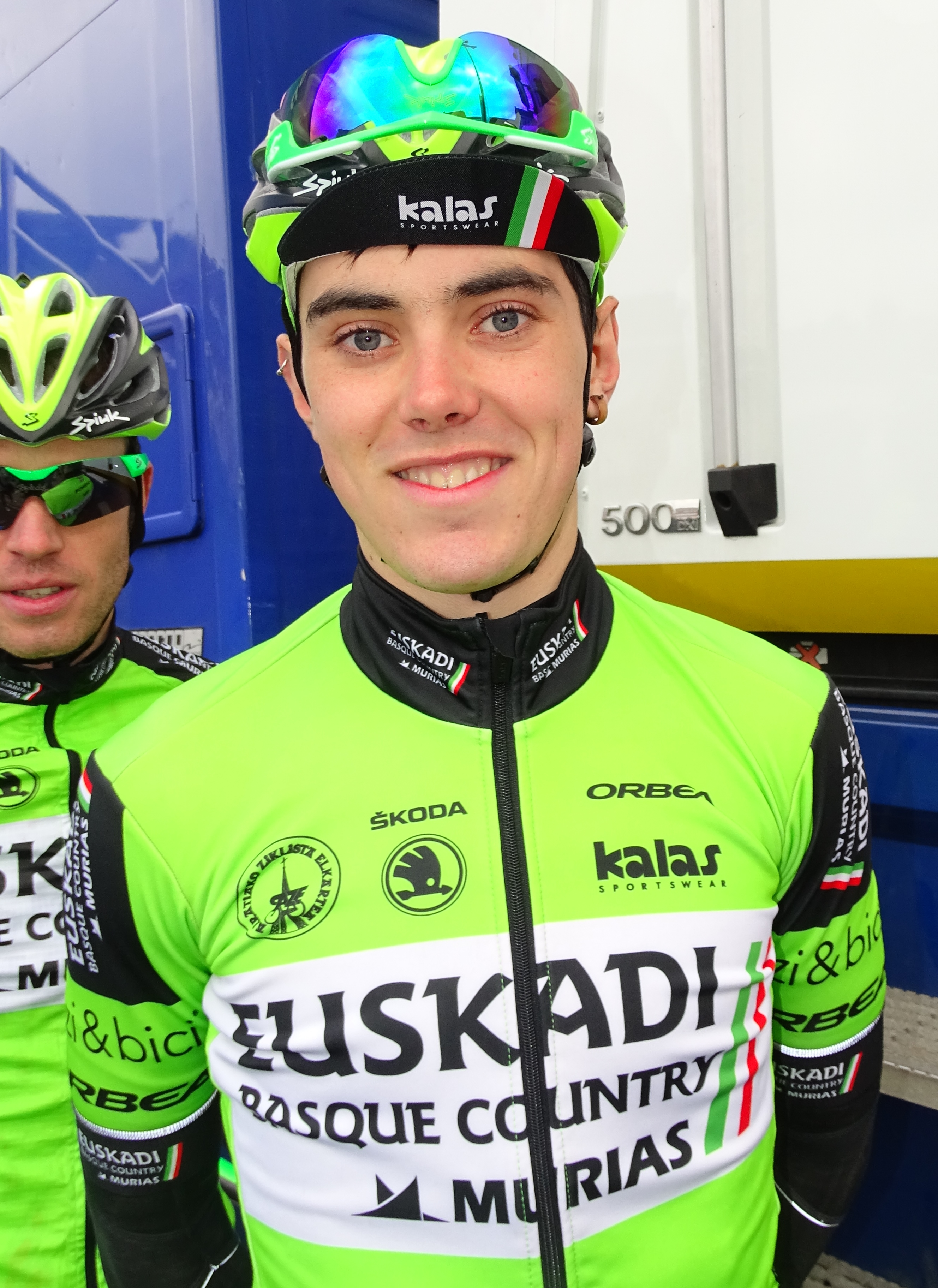
Alex Aranburu.
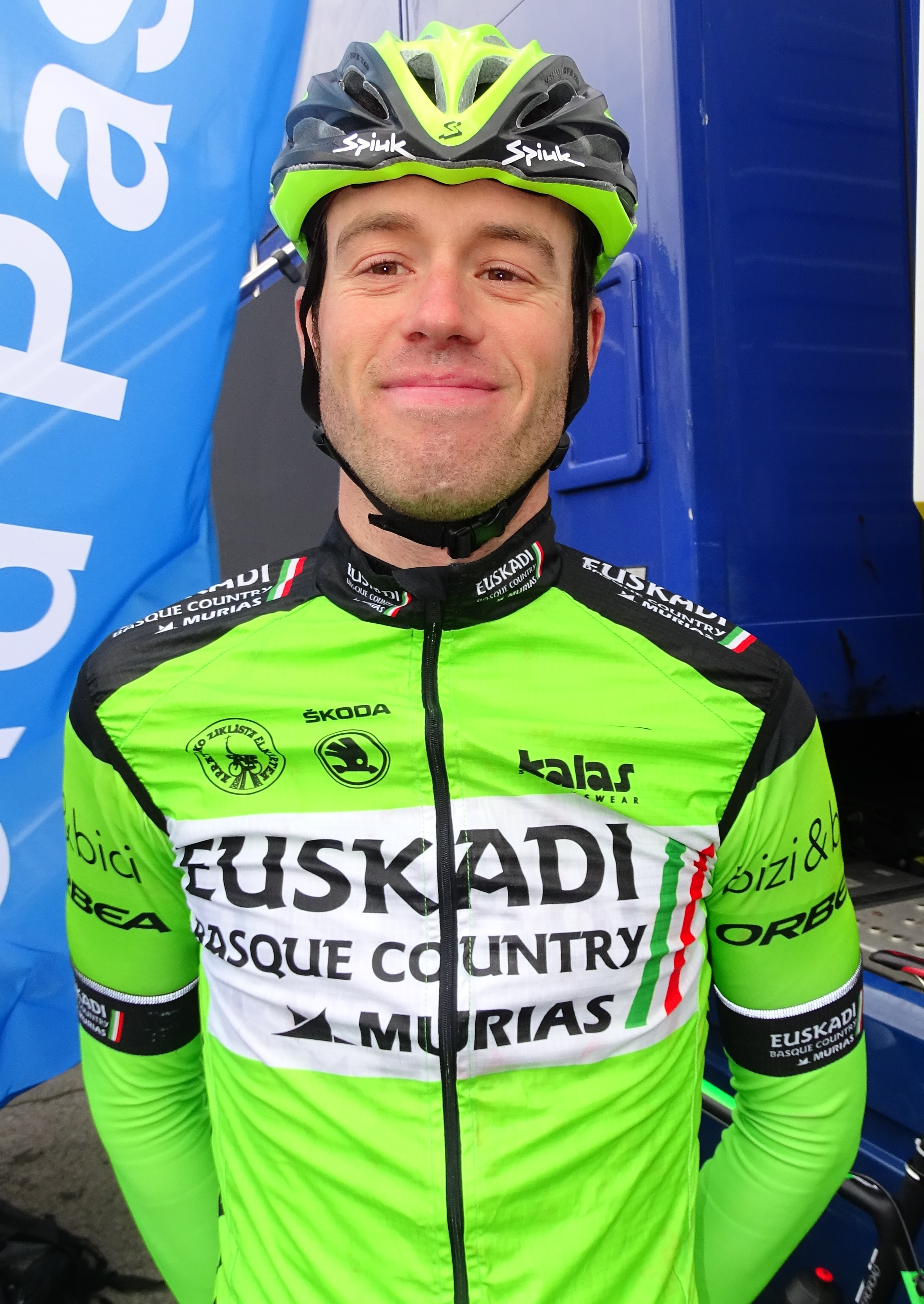
Garikoitz Bravo.
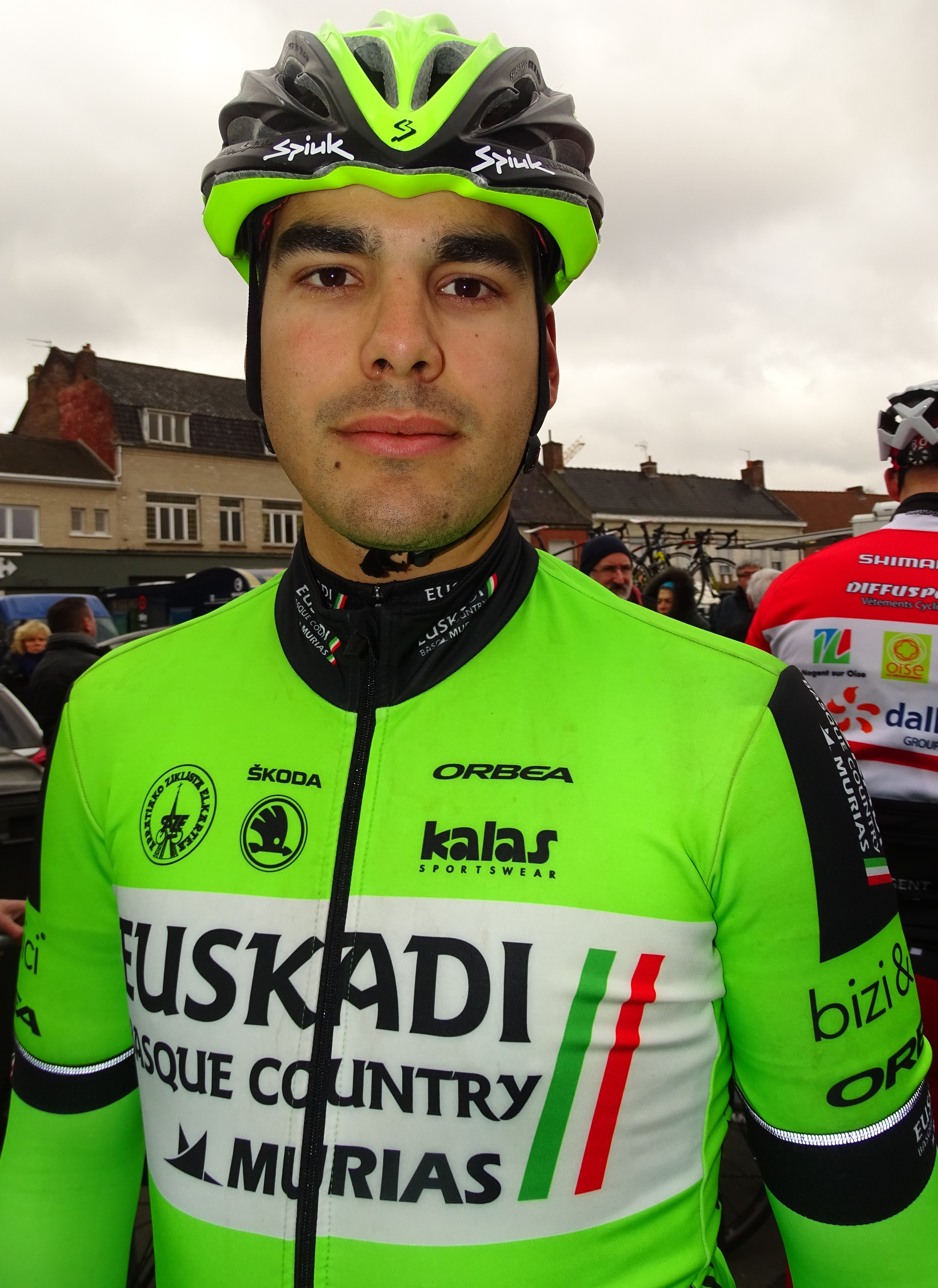
Jon Ander Insausti.
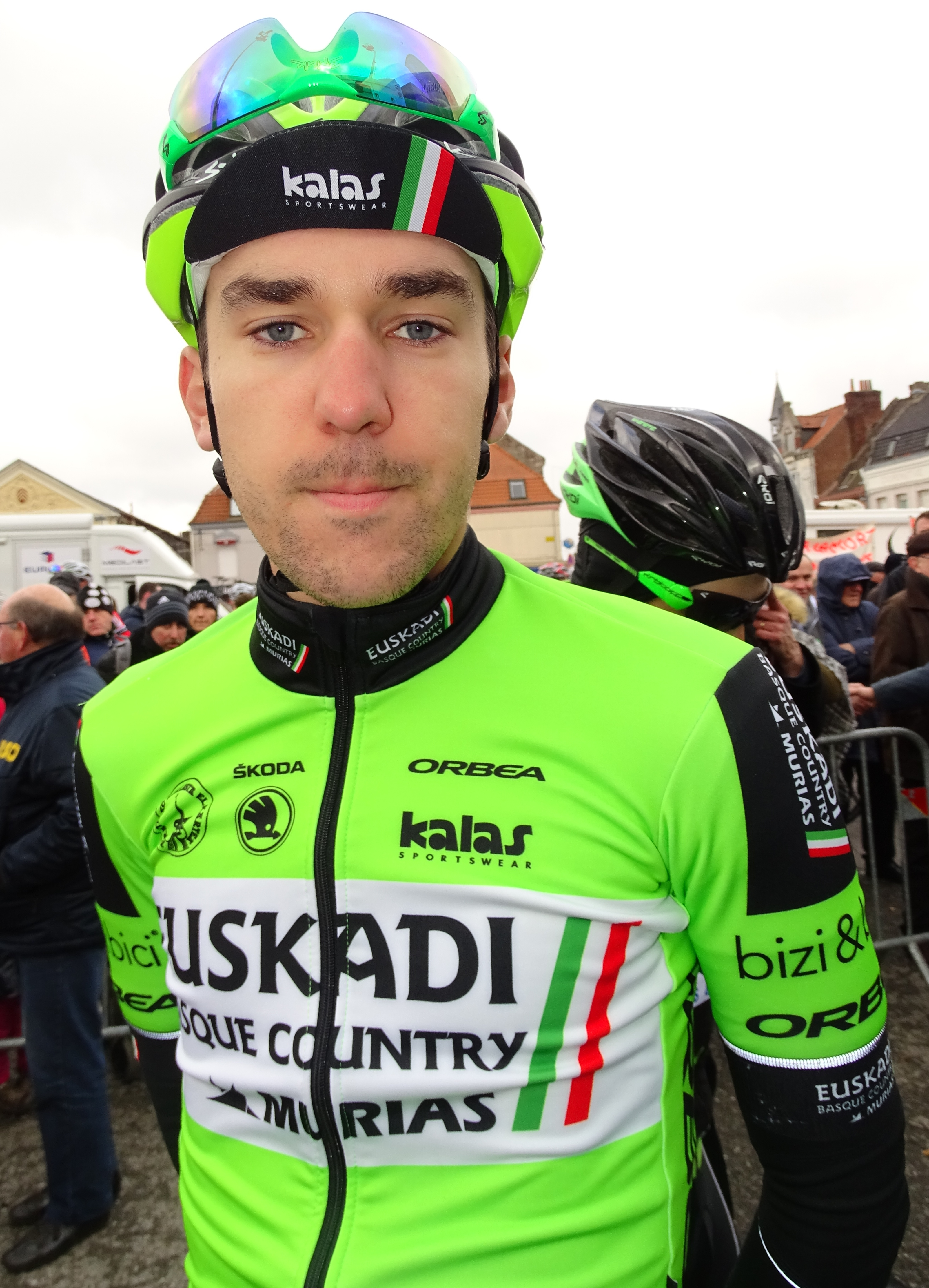
Mikel Iturria.
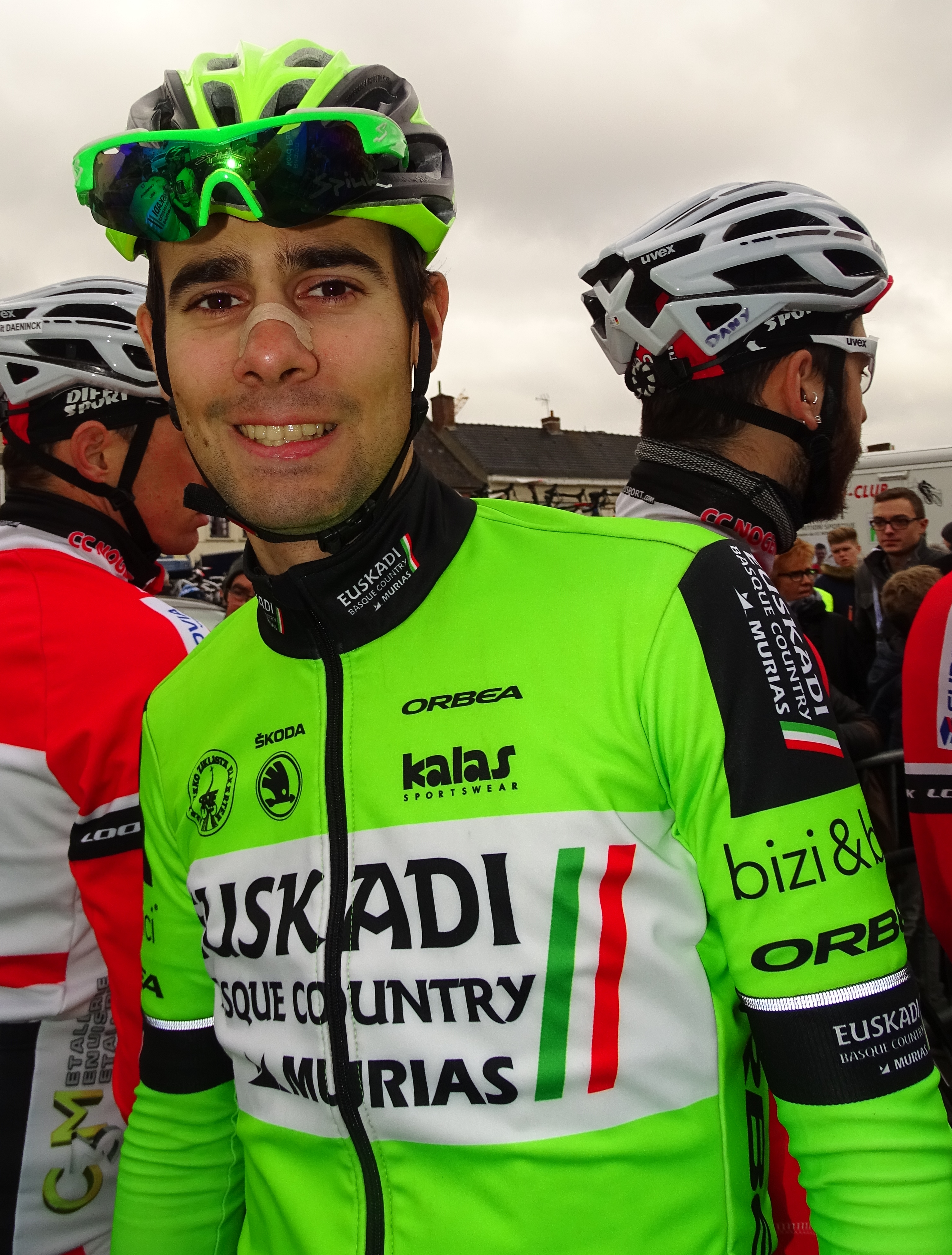
Eneko Lizarralde.
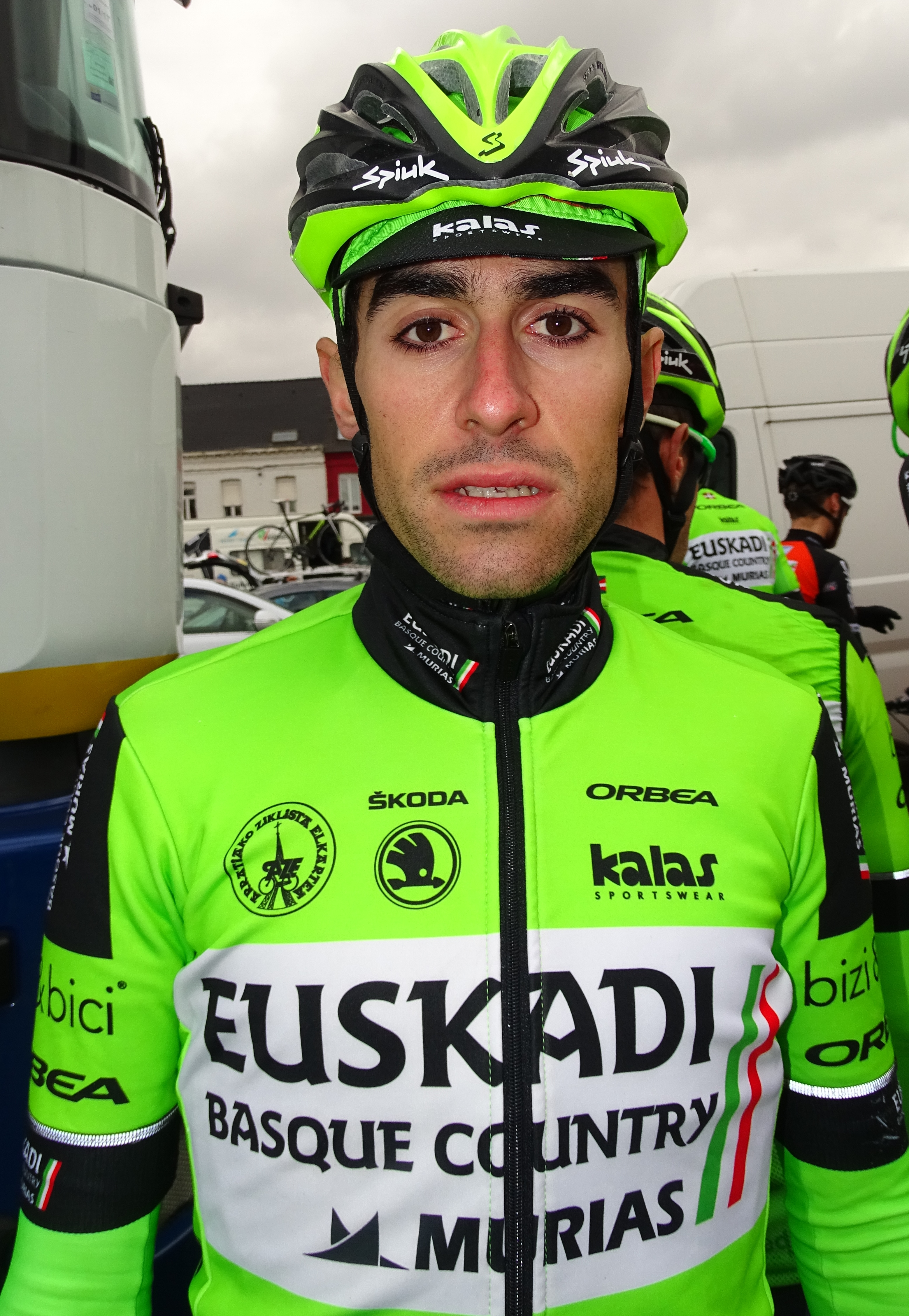
Pello Olaberria.

## Bilan de la saison

### Victoires
| Date       | Course                          | Pays     | Classe | Vainqueur      |
| ---------- | ------------------------------- | -------- | ------ | -------------- |
| 16/03/2016 | 1re étape du Tour de l'Alentejo | Portugal | 2.2    | Imanol Estévez |